# Muscle auriculaire supérieur
Le muscle auriculaire supérieur est le plus gros des trois muscles extrinsèques de l'oreille.
Il est en forme d'éventail et se situe au-dessus du pavillon de l'oreille.
Il tire l'oreillette vers le haut.

## Description

### Origine
Le muscle auriculaire supérieur prend naissance sur l'aponévrose épicrâniene.

### Trajet
Les fibres convergent en descendant en un tendon fin et aplati.

### Terminaison
Le muscle auriculaire supérieur se termine sur la face médiale du cartilage auriculaire en face de l'anthélix.

## Innervation
Le muscle auriculaire supérieur est innervé par la branche temporale du nerf facial (VII),.

## Action
Le muscle auriculaire supérieur dilate et élève le pavillon de l'oreille.